# Circolo di confusione

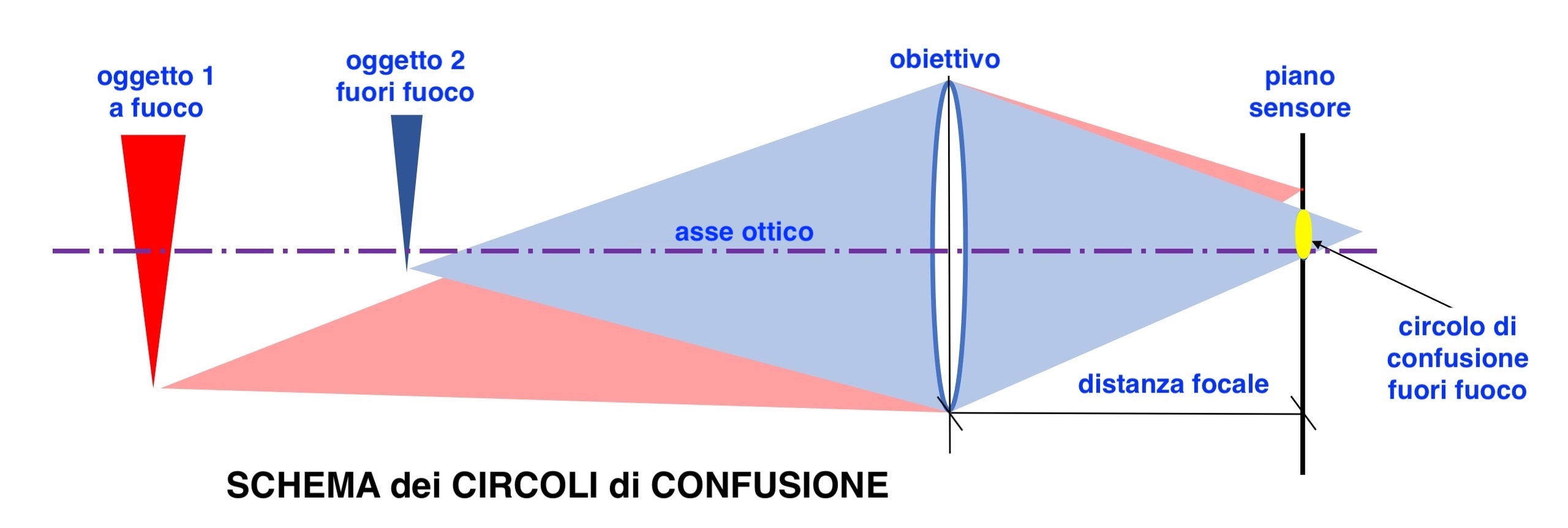

Il circolo di confusione, in ottica e in fotografia, rappresenta un punto immagine sfuocato, come viene rappresentato e reso visibile sul piano focale (sulla pellicola o sensore di una fotocamera), dove l'effetto risulta più evidente con i punti luce o con i punti a maggior luminosità. I punti immagine che sono messi a fuoco nitidamente, restano puntiformi, mentre i punti fuori fuoco si rendono via-via sempre più visibili, come dei dischi o dei cerchi, e non più come punti.
Si chiama «circolo», in quanto l'apertura della lente che forma l'immagine ottica, è teoricamente circolare, e quella è la figura tipica che si vede nell'immagine; tuttavia, può assumere anche la forma del diaframma utilizzato.

## Descrizione

Se l'immagine proietta un vertice all'interno del circolo di confusione, allora l'immagine appare nitida.

La figura a fianco, spiega essenzialmente il principio della formazione dei circoli di confusione (anche cerchi o dischi), utilizzando l'esempio della messa a fuoco di un punto immagine catturato sull'asse ottico: quando la messa a fuoco del punto immagine è corretta (esempio centrale in figura), esso sarà rappresentato nitidamente come un punto. A mano a mano che si sposta la messa a fuoco in avanti o indietro, il punto immagine aumenterà la sua dimensione sempre di più, formando e allargando il cosiddetto circolo di confusione che lo rappresenta (nella figura, viene spostato il punto immagine, ma nella pratica il principio non cambia).
I punti immagine vengono rifratti sul piano focale, posizionato ad una distanza precisa sull'asse ottico chiamato anche punto focale. Su questo piano, l'immagine a fuoco appare nitida perché ricostruita come punti, o meglio come circoli apparentemente puntiformi.
I circoli di confusione hanno forma essenzialmente rotonda come dischi (in quanto le lenti degli obiettivi sono circolari) e vengono misurati in base al diametro che raffigurano sull'immagine, ma sono naturalmente soggetti ad assumere la forma (silhouette) dei profili delle lame, quando si chiude il diaframma (esagonali, pentagonali, ecc, o altro).

## Determinazione
Essendo questo effetto osservativo, in stretto rapporto con l'acutezza visiva binoculare umana (l'acutezza media è 10/10 sulla scala di Monoyer), la dimensione dei circoli di confusione può raggiungere valori tali che l'occhio non sarà più in grado di distinguere o discriminare come dischi o cerchi: a questo punto si è raggiunta la miglior focalizzazione apparente dei punti immagine.
Determinate procedure di valutazione, basate su di un numero ampio di osservatori tester che hanno valutato stampe a contatto con fotogramma 8x10 pollici (20x25 centimetri) da una distanza pari alla diagonale (32 cm), hanno trovato come limite massimo e sufficientemente accettabile, un valore del diametro dei circoli di confusione pari a 0,2 millimetri. Questo valore molto blando (5 linee per millimetro dalla distanza di 32 cm, oppure 6,4 l/mm da 25 cm) corrisponde ad un'acutezza visiva piuttosto scarsa e di molto sotto alla media, pari a 4,6/10 della relativa scala, che è un valore talmente basso per cui viene negato il permesso di condurre autoveicoli (Patente di Guida). Ma è risultato sufficiente per gli utenti medi delle immagini fotografiche di quegli anni (intorno agli anni 30 e 40 del Novecento).

## Trasposizione
Assumendo il valore di 0,2 millimetri, come riferimento del diametro massimo accettabile del CdC per il fotogramma 8x10", si possono poi derivare i rispettivi valori per ogni altro formato pellicola/sensore, considerando il rapporto delle diagonali: siccome il fotogramma del formato Leica 24x36 mm dovrà essere ingrandito ad esempio 7,5 volte per equivalere il formato 8x10" usato come riferimento, il circolo di confusione dovrà essere calcolato come: 0,2 mm / 7,5x ≈ 0,027 mm.

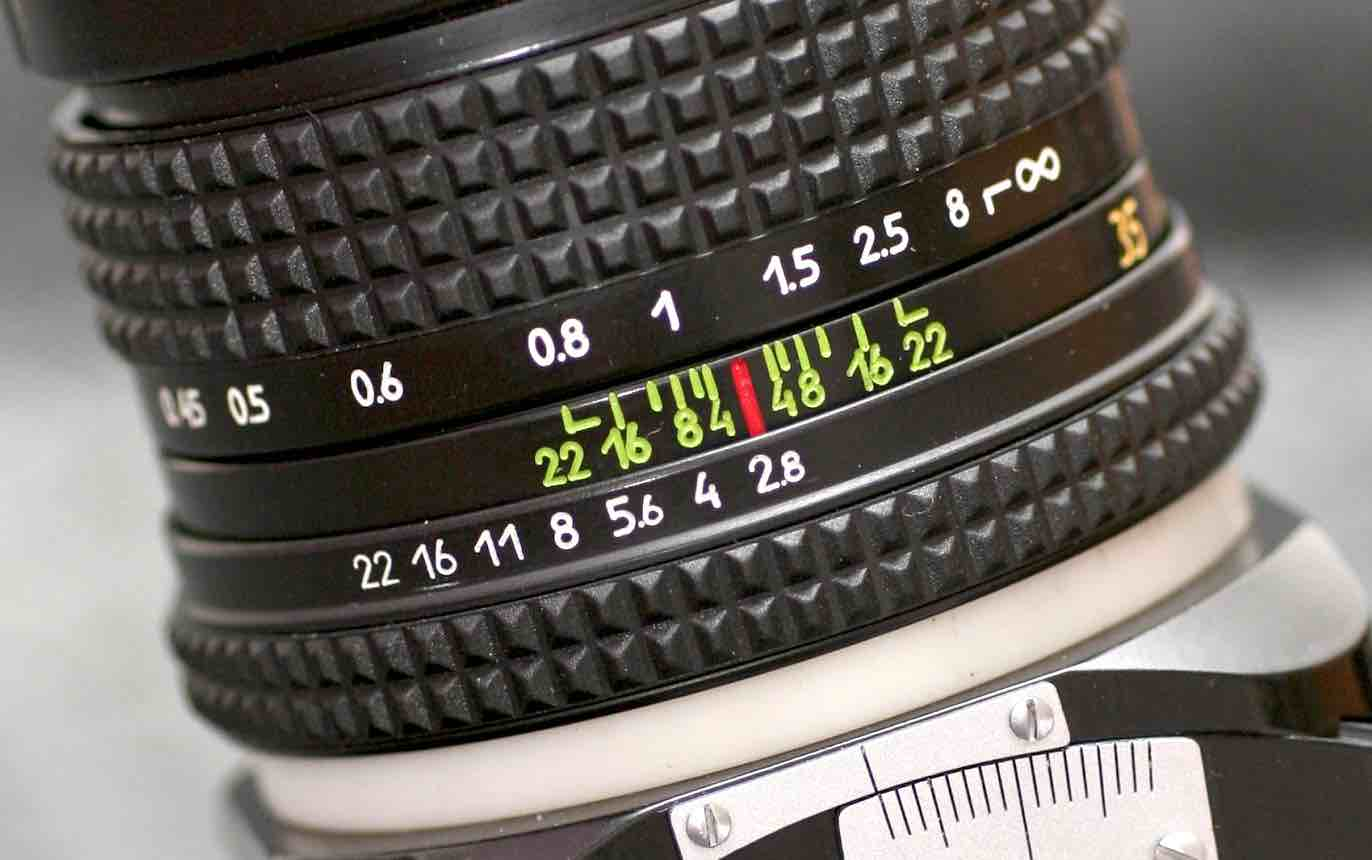
PdC indicata sul obiettivo (indici verdi)

Ecco che in ambito fotografico le case costruttrici, adattandosi a questa nuova convenzione, iniziarono a conformare la produzione degli obiettivi, adottando degli indici sul barilotto che indicassero l'ideale profondità di campo (PdC) possibile, in base alla distanza di messa fuoco e al diaframma selezionato.
Volendo però rendere in tutti i casi l'immagine ancora più nitida (o meglio, con maggior PdC), sarà naturalmente necessario diminuire il valore del CdC in un calcolo fatto a parte, oppure fingere di utilizzare un diaframma ad esempio 3 stop più aperto, per imbrogliare il calcolatore, ecc. Ordinariamente alla procedura, sarà anche possibile stabilire un valore arbitrario corretto, più utile alle nostre specifiche esigenze/capacità/possibilità, in quanto bisogna ricordare che il valore trovato durante i test, rappresenta un valore convenzionale non sempre adeguato per tutti, anzi.

## Diametro CDC in base al fotogramma
| Formato         | Dimensioni fotogramma | CdC      |
| --------------- | --------------------- | -------- |
| Piccolo formato |                       |          |
| APS-C           | 22,5 mm x 15,0 mm     | 0,016 mm |
| 35mm            | 36 mm x 24 mm         | 0,027 mm |
| Medio formato   |                       |          |
| 6x5             | 56 mm x 42 mm         | 0,043 mm |
| 6x6             | 56 mm x 56 mm         | 0,049 mm |
| 6x7             | 56 mm x 69 mm         | 0,055 mm |
| 6x9             | 56 mm x 84 mm         | 0,062 mm |
| 6x12            | 56 mm x 112 mm        | 0,077 mm |
| 6x17            | 56 mm x 168 mm        | 0,109 mm |
| Grande formato  |                       |          |
| 4x5             | 90 mm x 127 mm        | 0,100 mm |
| 5x7             | 127 mm x 178 mm       | 0,135 mm |
| 8x10            | 203 mm x 254 mm       | 0,200 mm |